# بیسانو
بیسانو (به لاتین: Bisonó) یک منطقهٔ مسکونی در جمهوری دومینیکن است که در استان سانتیاگو، جمهوری دومینیکن واقع شده‌است. بیسانو ۹۲٫۶۳ کیلومتر مربع مساحت و ۱۴۰٬۶۶۶ نفر جمعیت دارد و ۵۰ متر بالاتر از سطح دریا واقع شده‌است.